# 大三峡 (纪录片)
《大三峡》是中国中央电视台於2009年推出的大型高清电视文献纪录片，於2009年国庆节期间首播于中央电视台综合频道。

## 每集主题

### 8集版本
- 第一集《强国之梦》
- 第二集《西江石壁》
- 第三集《生命盾牌》
- 第四集《水电变奏》
- 第五集《直通巴渝》
- 第六集《神女无恙》
- 第七集《百万移民》
- 第八集《当惊世界》

### 6集版本
- 第一集《復兴地标》
- 第二集《科学決策》
- 第三集《世纪大壩》
- 第四集《家国命运》
- 第五集《安澜兴国》
- 第六集《利在千秋》

## 播映时间
- 中央电视台： 2009年10月3日至10月10日17点09分首播于CCTV-1。

## 香港版本
2009年，本節目首先是2010無綫節目巡禮的高清翡翠台節目之一，後由香港無綫電視外購予中國中央電視台屬下的中国国际电视总公司授權而後期拍攝製作，在香港播出時的集數原本跟CCTV版不同，到現在播出時的集數是經過製作後的6集，並於2011年3月20日至4月24日逢星期日19:00-19:30在翡翠台及高清翡翠台（2011年3月27日暫停播映）播出，由王喜主持。

## 网上观看
- 央视网《大三峡》高清全集观看页面

## 電視節目的變遷
| 中央电视台综合频道 17:09 - 17:53 | 中央电视台综合频道 17:09 - 17:53  | 中央电视台综合频道 17:09 - 17:53 |
| -------------------------------- | --------------------------------- | -------------------------------- |
|                                  | 大三峡 （2009.10.3 - 2009.10.10） |                                  |
| 电视剧：在那遥远的地方           | 魔法奇迹                          |                                  |